# Piedimonte Matese
Piedimonte Matese är en ort och kommun i provinsen Caserta i regionen Kampanien i Italien. Kommunen hade 10 986 invånare (2017).